# Maison de Clermont-Tonnerre
Pour les articles homonymes, voir Clermont-Tonnerre et Familles de Clermont.
La maison de Clermont, puis de Clermont-Tonnerre, est une famille subsistante de la noblesse française, d'extraction chevaleresque, originaire du Dauphiné. Sa filiation est prouvée depuis le XIe siècle.

## Histoire

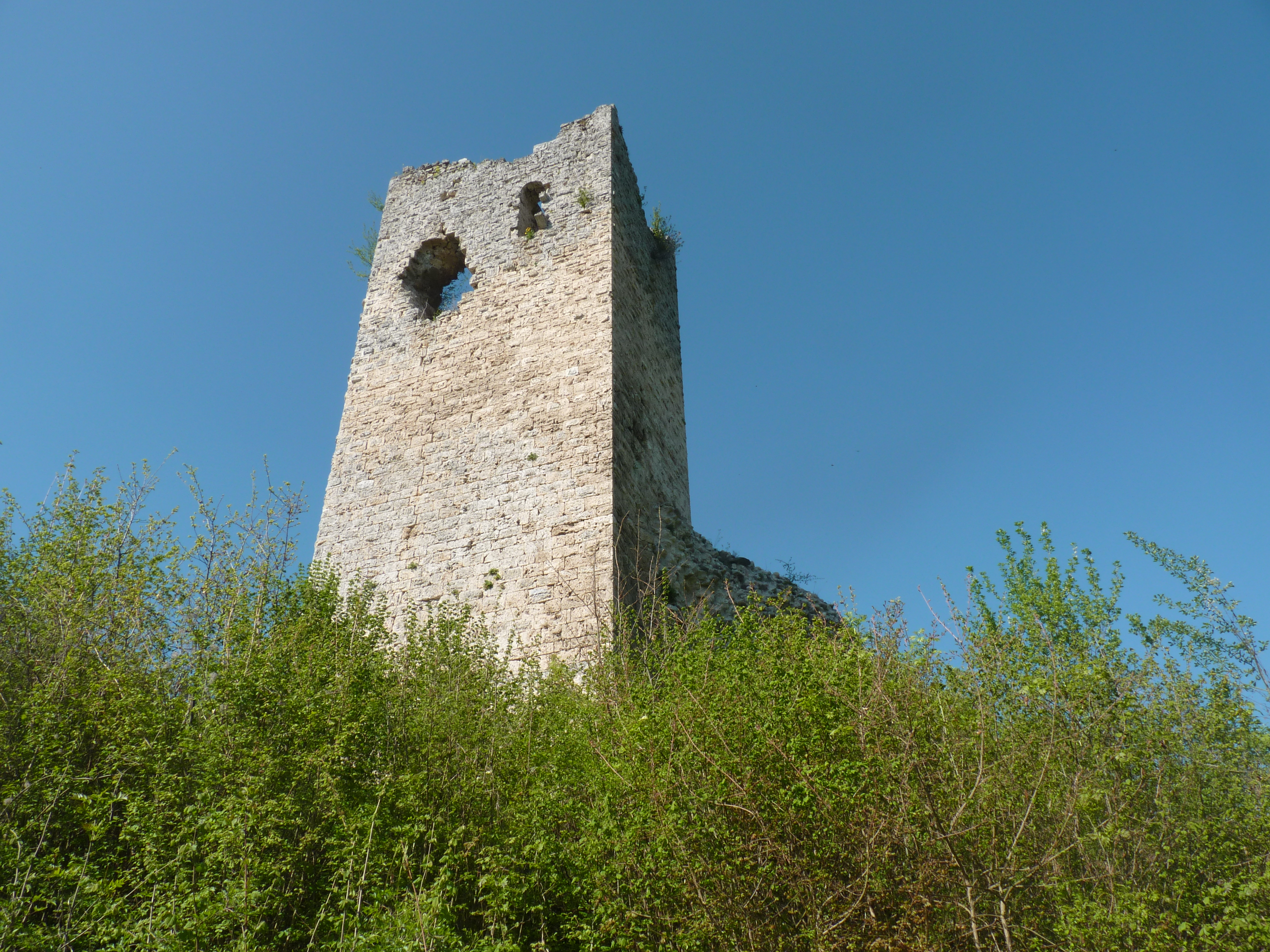
Tour subsistant du château de Clermont, commune de Chirens.

Cette famille de Clermont est originaire du Dauphiné, plus précisément du petit village de Clermont-en-Viennois (faisant aujourd'hui partie de la commune de Chirens) situé en haut d'une colline près du lac de Paladru. Non loin de ce village subsistent les ruines d'un château féodal construit vers les XIIe et XIIIe siècles par les premiers Clermont, siège de la baronnie puis du comté de Clermont (Antoine, en 1547). La première mention du château date de 1107. Cette terre était le siège de la première des anciennes baronnies du Dauphiné, les autres étant Sassenage, Bressieux, Maubec et Montmaur. D'après la légende, ce nom de Clermont viendrait de la situation géographique de leur château, sur un mont, éclairé par le soleil, Clair-mont. Leurs premières armoiries étaient d'ailleurs parlantes : un mont surmonté d'un soleil.
Le premier membre de ce lignage connu est Sibaud Ier, seigneur de Clermont et de Saint-Geoire, actuellement dans le département de l'Isère. Il possédait au moins huit châteaux, qui devaient être des mottes castrales, parmi lesquels ceux de Saint-Geoire, de Montferrat, de Chirens, d'Hautefort ou encore de Châbons. Il est signataire, comme témoin, d'un acte passé entre le comte de Bourgogne et son frère l'évêque de Vienne, en 1094. Il aurait participé à la croisade de 1096,, et fut marié à Adélaïs d'Albon, fille du Dauphin du Viennois, et petite-fille de l'empereur Henri III et d'Agnès de Poitiers.
En 1203 Guillaume de Clermont rendit hommage pour ses terres de Clermont, Saint-Geoire et Crépol à l'évêque de Vienne.
En 1340, Aynard de Clermont reçoit du dauphin Humbert II la vicomté de Clermont en Trièves, que les Clermont-Tonnerre (Antoine III) conserveront jusqu'en 1566.
Le nom de Tonnerre a commencé à être ajouté à celui de Clermont par Charles-Henri de Clermont (1571-1640), petit-fils d'Antoine III ci-dessus et arrière-petit-fils de Bernardin ci-dessous), puis par ses descendants de la ligne aînée. Charles-Henri avait en effet hérité du comté de Tonnerre à la mort de sa grand-tante Louise de Clermont (comtesse en 1540-† 1596), mais il avait dû refuser la succession grevée de dettes, et il avait racheté le comté par la suite vers 1600. Le comté de Tonnerre était entré dans la famille par le mariage en 1496 de Bernardin de Clermont, vicomte de Tallard, et d'Anne de Husson, comtesse de Tonnerre.
Les Clermont, en Dauphiné
Le traité qui réunit le fief de Clermont au domaine delphinal date de l’an 1340. Le baron de Clermont fut créé premier pair, connétable et grand-maître héréditaire de Dauphiné. Il n’y avait en Dauphiné que quatre baronnies d’état ou pairies, celle de Clermont en Viennois, celle de Sassenage, celles de Bressieu et Maubec qui n’en formaient qu’une, et celle de Montmaur (Hautes-Alpes).

## Titres et honneurs
Les membres de cette famille ont porté les titres suivants :
- Comte de Clermont en Viennois, le 24 décembre 1547, par lettre du roi Henri II[14].
- Duc de Clermont et Pair de France, par brevet du 1er mai 1571, par le roi Charles IX, confirmation le 10 juin 1572 en faveur de Henri Antoine de Clermont [14].
- Marquis de Cruzy et de Vauvillers, en 1620[14].
- Duc de Clermont et pair de France , par lettres patentes de juin 1755, données à Versailles, titre subsistant[14].
- Baron de l'Empire, par lettres patentes du 2 avril 1812, au profit de Alexandre Louis de Clermont-Tonnerre[14],[15].
- Comte de l'Empire, pour Louis, baron de Clermont-Thoury[14].
- Vicomtes de Tallard (1439),
- Paire héréditaire, par lettre patentes du 19 août 1815[14].
- Duc-Pair-héréditaire, par lettres patentes du 31 août 1817[14].
- Duc de Clermont-Tonnerre, à titre personnel par le cardinal Jules de Clermont-Tonnerre, par ordonnance du 8 janvier 1823[14].
- Prince romain, par bref pontifical de 1825, pour le duc Gaspard-Paulin, confirmation du titre le 1er août 1811[14].
- Marquis héréditaire, par lettres patentes du roi Charles X, le 4 août 1829, sur institution du majorat des terres de Bertangles[14].
- Marquis de Mont-Saint-Jean (St-Pierre-de-Soucy), par lettres patentes du duc de Savoie, le 26 septembre 1681[14].

La maison de Clermont-Tonnerre a obtenu douze fois les Honneurs de la Cour, au cours du XVIIIe siècle.
autres titres
- Marquis de Mont-Saint-Jean (1681) (à  selon le père Anselme et ses continuateurs[16], ou le chevalier de Courcelles[17])
- Vicomte de Clermont-en-Trièves (aujourd'hui Monestier-de-Clermont), premier baron, connétable et grand-maître héréditaire du Dauphiné (1340)
- Comte de Tonnerre (1496-1684)[18]
- Comte de Thoury (1629)
- Marquis de Montoison (1630)
- Duc de Piney-Luxembourg et Pair de France (1631)
- Prince de Tingry (1631)
- Baron et comte de Dannemoine (1651)
- Comte de Roussillon (1670)[19],[20],[21]
- Marquis de La Bâtie d'Albanais (1681)[22],[23]
- Comte de Saint-Cassin (1681)
- Marquis de Chaste (1688)
- Comte d'Épinac (1719)[24]
- Marquis de Clermont-Tonnerre (1750) (confirmé en 1830)
- Duc de Clermont-Tonnerre, pair de France (1775) (le duché s'assied sur le marquisat de Vauvillers)
- Baron de Courcelles[25]
- Baron de Maupertuis[25],[26]
- Comte de Mannevillette[27]
- Marquis de Crèvecœur[28]
- Comte de Morges[29]
- Seigneurs d'Aiguebelette-le-Lac (1305), de Clermont (1305).

Notons, que certains titres, venus d'autres familles, sont apparus grâce aux femmes, comme ceux de duc de Retz (et barons de Surgères, Dampierre, Vivonne ; cf. Catherine de Clermont) ou duc d'Uzès.
Connétable et grand maître héréditaire du Dauphiné
C'est en 1340 que ce titre est accordé aux Clermont et plus particulièrement à Aynard de Clermont, vicomte de Clermont en Trièves, seigneur de Clermont en Viennois, de Paladru, etc. par le dernier dauphin du Viennois, Humbert. Aynard de Clermont se trouvait lié à la maison de Savoie par sa mère, Béatrix de Savoie, et au dauphin par une de ses aïeules, sœur du dauphin. Humbert, pour s'attacher la maison de Clermont, proposa à Aynard de devenir son vassal en échange de tenir la première place dans ses conseils. Par le même accord il créa deux titres, celui de Premier capitaine des armées du Dauphin, et celui de Grand Maître de la Maison du Dauphin et de la Dauphine. Il fut ajouté que si le seigneur de Clermont devait entrer en guerre contre les comtes de Savoie, le Dauphin et ses successeurs se devaient de rembourser les Clermont pour les dépenses qu'ils auraient engagées.  Lorsque le Dauphiné fut attaché à la France, en 1349, le nouveau dauphin, Charles, fils aîné de Jean II le Bon, reçut l'hommage de Geoffroy de Clermont, fils d'Aynard, et confirma ce qui avait été accordé en 1340.
Ces titres ont, par le temps, pris l'appellation de connétable et grand maître héréditaire du Dauphiné et de 1340 à 1789 il fut l’apanage des aînés de la maison de Clermont.

## Branches
- Branche des seigneurs de Clermont, puis comtes de Clermont et de Tonnerre ;
- Branche des marquis de Cruzy, puis ducs de Clermont-Tonnerre ;
- Branche des comtes de Thoury puis marquis de Clermont-Tonnerre (seigneur de Bertangles) ;
- Branche des marquis de Montoison ;
- Branches des seigneurs d'Hauterives et de Surgères ;
- Branche des seigneurs de Chaste, puis marquis de Charpey et de Chaste ;
- Branche des seigneurs de Chaste-Gessans ;
- Branche des marquis de Clermont-Mont-Saint-Jean (à Saint-Pierre de Soucy ?), implantée en Savoie[31], et des seigneurs de Rubaud[32].

La plupart de ces branches se sont éteintes, seules subsistent aujourd’hui la branche des ducs et celle des marquis. Toutes descendent de Siboud I, baron de Clermont, et d’Adélaïs d’Albon qui vivaient en 1080.

## Personnalités
La famille de Clermont-Tonnerre a donné plusieurs saints et saintes, 26 abbés, 18 abbesses, 59 religieuses, 12 évêques et archevêques, un cardinal, de nombreux officiers généraux et pairs de France, un maréchal de France, un grand maître des eaux et forêts, Annet de Clermont-Gessan un grand maître de l’ordre de Saint-Jean de Jérusalem, un grand maître de l’ordre de Saint-Lazare, lieutenant-général du Roi en Nouvelle-France et amiral des mers du Ponant (Aymar de Chaste), des lieutenants généraux et gouverneurs de provinces, de nombreux chevaliers des ordres du Saint-Esprit, de Saint-Michel, de Saint-Lazare, de Malte, de l’Annonciade, parmi lesquels on trouve de nombreux grands officiers et commandeurs ; de nombreux chanoines-comtes, nombre de chevaliers, des capitaines de cent ou cinquante hommes d’armes, des lieutenants-généraux, des capitaines-généraux, d’ordonnances, des généraux, des maréchaux de camp, des mestres de camp, des colonels, des brigadiers des armées du roi, des commissaires des armées du roi, plusieurs chambellans des rois de France, un académicien, etc.

### Portraits

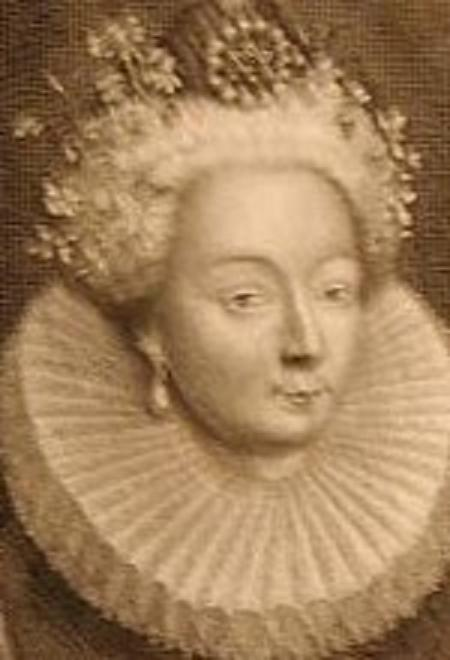
Claude Catherine de Clermont.
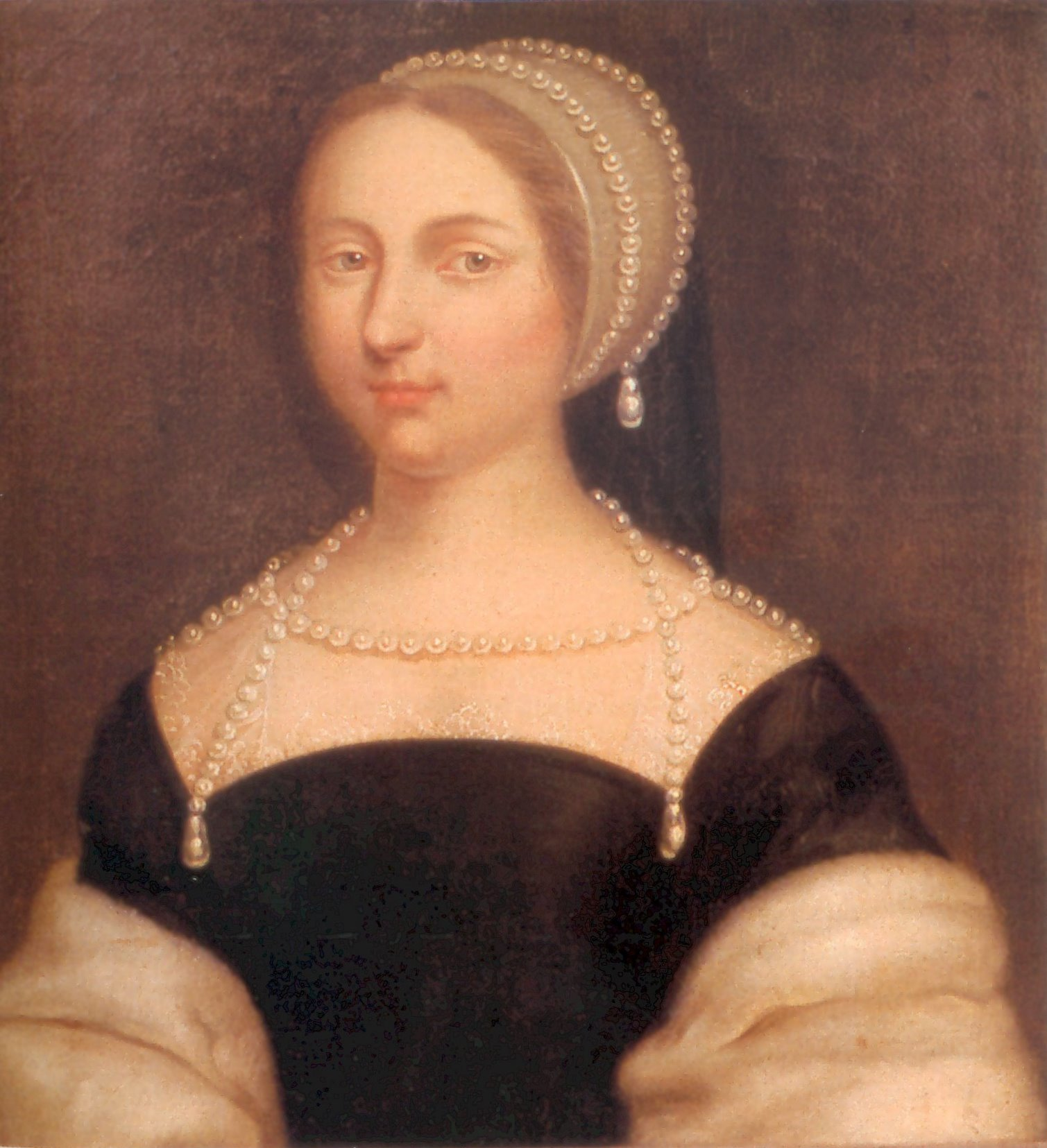
Louise de Clermont.
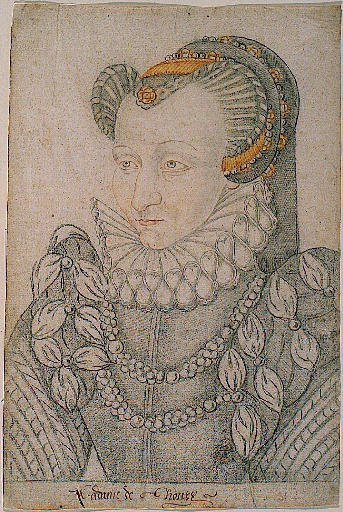
Comtesse de Thoury.
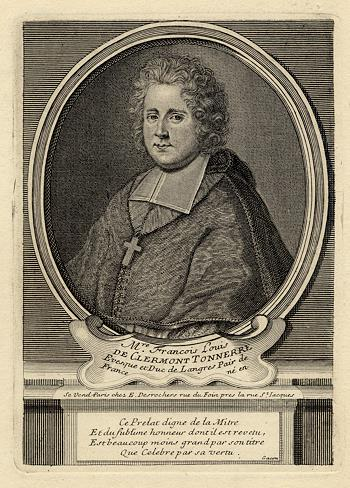
François Louis Clermont-Tonnerre.
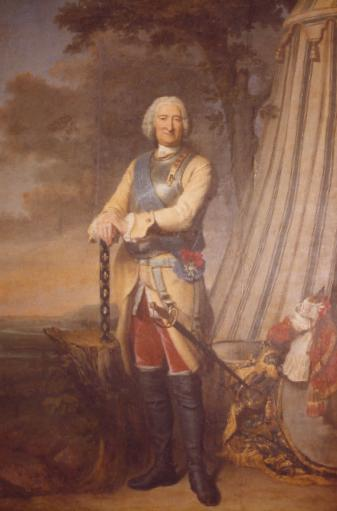
Gaspard de Clermont-Tonnerre.
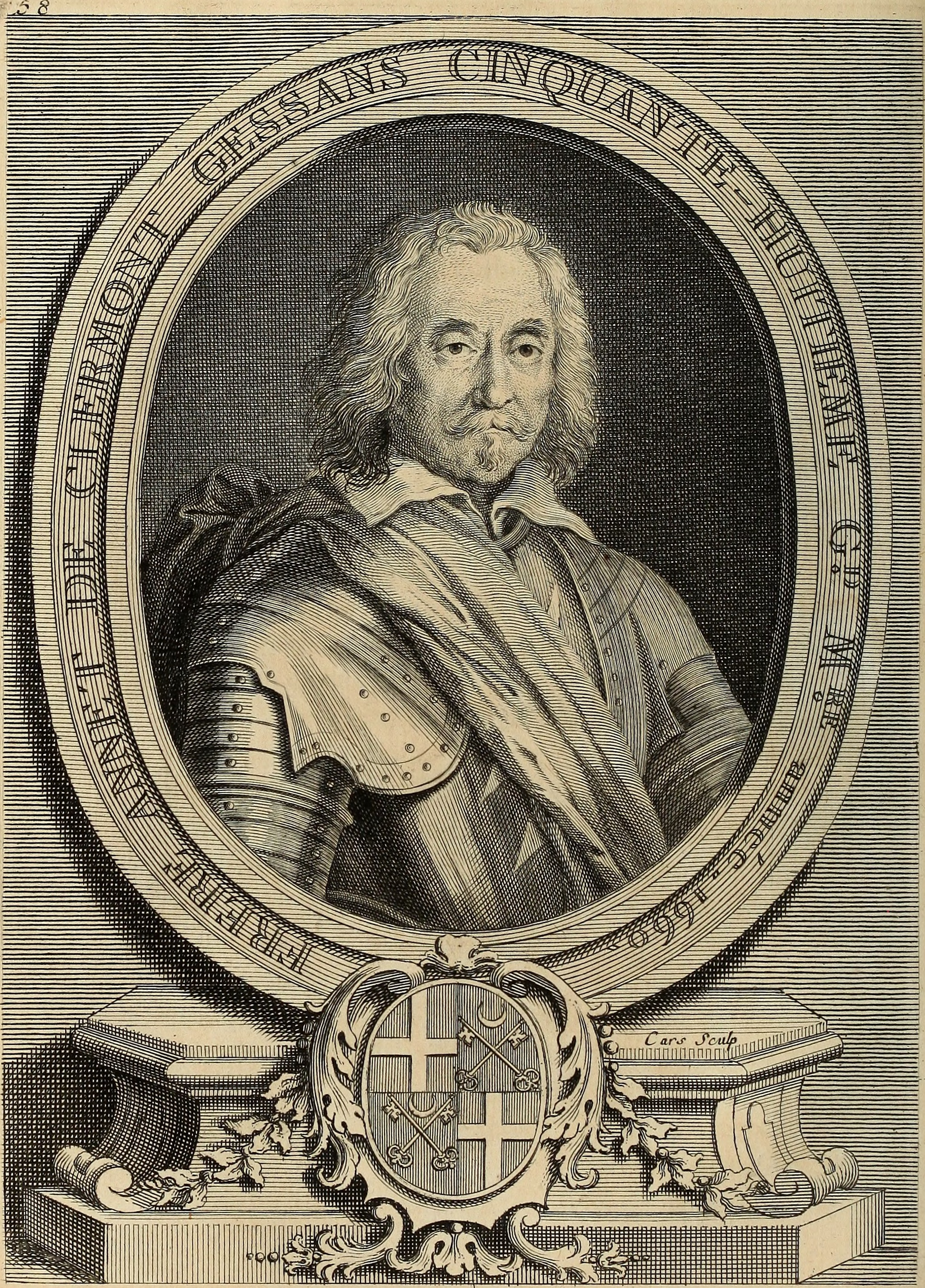
Annet de Clermont de Chattes Gessan.
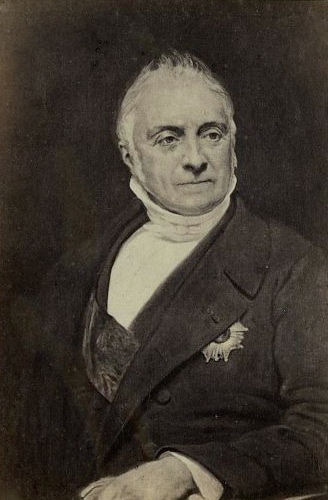
Gaspard de Clermont-Tonnerre.
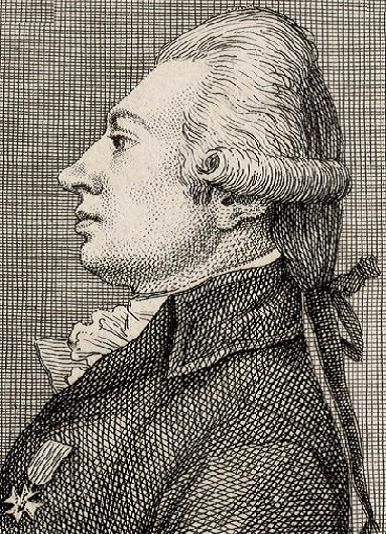
Jacques de Clermont Mont Saint-Jean.

### Chevaliers et hommes d'armes
- Sibaud Ier de Clermont (vivant en 1080-†av.1139) ;
- Sibaud II de Clermont (v.1081-v.1160) ;
- Geoffroy de Clermont (vivant en 1305), seigneur de Clermont. Il a, en 1305[33], la possession du fief et du château d'Aiguebelette-le-Lac ;
- Aynard de Clermont, reconnaît en 1340 la suzeraineté du dauphin Humbert, lequel le fait connétable héréditaire et grand-maître du Dauphiné[34] ;
- Jeoffrey de Clermont, fils du précédent, premier baron et lieutenant du Dauphiné en 1369[34] ;
- Antoine de Clermont († 6 décembre 1339), « personnage important dans l'entourage des comtes de Savoie […] receveur des travaux, membre du conseil comtal et […] chef des receveurs généraux »[35] ;
- Gabriel de Clermont (vivant en 1454), ayant pris parti pour la France, en 1454[33], il se voit dépossédé du fief et du château d'Aiguebelette-le-Lac ;
- Bernardin de Clermont (1440-1522), chambellan de François Ier, trésorier général du Dauphiné ;
- Antoine III de Clermont (1498-1578), grand maître et général réformateur des eaux et forêts de France, gouverneur du Dauphiné ;
- Aymar de Chaste (?-1603), gouverneur de Dieppe, vice-roi de la Nouvelle-France, grand maître de l'ordre de Saint-Lazare de Jérusalem ;
- Henri Antoine de Clermont (1540-1573), duc de Clermont, duc de Tonnerre ;
- Charles-Henri de Clermont-Tonnerre (1571-1640), lieutenant-général du roi en Bourgogne ;
- Roger de Clermont (1600-1676), lieutenant-général des armées du roi en Bourgogne ;
- François de Clermont-Tonnerre (1601-1679), lieutenant-général du roi en Dauphiné ;
- Gaspard de Clermont-Tonnerre (1688-1781), maréchal de France ;
- Jules Charles Henri de Clermont-Tonnerre (1720-1794), lieutenant-général des armées du roi ;
- Gaspard II de Clermont-Tonnerre (1747-1794), lieutenant-général des armées du roi ;
- Gaspard Paulin de Clermont-Tonnerre (1750-1842), lieutenant général des armées du roi ;
- Jacques de Clermont-Mont-Saint-Jean (1752-1827), maréchal de camp, député ;
- Stanislas de Clermont-Tonnerre (1757-1792), député, président de l'Assemblée constituante ;
- Louis-François-Marie de Clermont-Tonnerre (1761-1827), lieutenant-général des armées du roi.
- Aimé Marie Gaspard de Clermont-Tonnerre (1779-1865), ministre de la Marine et des Colonies, ministre de la Guerre ;
- Joseph de Clermont-Mont-Saint-Jean (1782-1846), militaire, président de la « bannière de Paris » des Chevaliers de la Foi ;

### Religieux et religieuses
- Amédée de Clermont, dit de Lausanne (v. 1110-† 1159), saint, fils d'Amédée de Clermont le Vieux, également considéré comme saint, prince-évêque de Lausanne (1145-1159)[2].
- Guillaume de Clermont, archevêque de Vienne (1163 — 1166?) ;
- Arnaud de Clermont (-1337), évêque de Tulle ;
- Antoine de Clermont (?-1509), archevêque de Vienne (1496) ;
- Gabriel de Clermont, 1504-1571, évêque de Gap,
- Théodore-Jean de Clermont-Tallard, évêque de Senez (1551 — 1561) ;
- Catherine de Clermont (?-1589), abbesse de l'abbaye de Montmartre (1548 — 15 septembre 1589), date de sa mort. Elle fut nommée par le roi Henri II.
- Charles de Clermont-Thoury, abbé commendataire de Saint-Gildas de Rhuys (1616 — 1626) ;
- Annet de Clermont-Gessan (-1660), 59e grand maître de l'ordre de Saint-Jean de Jérusalem ;
- François de Clermont-Tonnerre (1629-1701), évêque-comte de Noyon ;
- Antoine de Clermont (-1678), évêque de Fréjus ;
- François-Louis de Clermont-Tonnerre (1658-1724), évêque-duc de Langres ;
- Anne-Antoine-Jules de Clermont-Tonnerre, (1749-1830) archevêque de Toulouse, cardinal ;
- Isabelle de Clermont-Tonnerre (1849-1921), comtesse d'Ursel, fondatrice des orantes de l'Assomption, bienheureuse, procès en béatification[2].

### Dames et salonnières
- Anne de Husson (1475-1540), comtesse de Tonnerre ;
- Louise de Clermont (1508-1596), comtesse de Tonnerre, duchesse d'Uzès ;
- Claude Catherine de Clermont  (1543-1603), duchesse de Retz, salonnière ;
- Claude de Rohan-Gié, comtesse de Thoury (v. 1545), maîtresse de François Ier.

### Contemporains
- Marie Louise de Clermont-Tonnerre (1894-1941), épouse de Luigi de Bourbon-Siciles (1898-1967), comte de Roccaguglielma
- François de Clermont-Tonnerre (1906-1979), député de la Somme (1936-1940), maire de Bertangles (1935-1940)
- Antoine de Clermont-Tonnerre (1941), producteur de cinéma
- Renaud de Clermont-Tonnerre (1950), maire de Plouégat-Guérand depuis 2020
- Claire de Clermont-Tonnerre (1956), femme politique, conseillère de Paris depuis 2001
- Hermine de Clermont-Tonnerre (1966-2020), personnalité mondaine
- Adélaïde de Clermont-Tonnerre (1976) (fille de Renaud), journaliste et romancière
- Laure de Clermont-Tonnerre (1983) (fille d'Antoine), comédienne et réalisatrice

## Héraldique
| Blason | Blasonnement : De gueules à deux clefs d'argent passées en sautoir. Commentaires : Les clefs passées en sautoir symbolisent l'autorité papale. Les armes des Clermont auraient été concédées par une bulle pontificale de 1120. Chaix d'Est-Ange précise les pannetons en haut Couronne : de duc, surmontée de la tiare pontificale. Supports : deux lions, tenant chacun une bannière, l'une aux armes de France, l'autre à celles de Dauphiné. Cimier (par concession pontificale de 1120 et pour l'ainé seulement) une tiare pontificale surmontée d'un buste de saint Pierre. Devise : Si omnes, ego non (si tous, moi pas). Cri de guerre : Clermont. |

La branche des Montoison a pu prendre parfois comme brisure un diamant d'argent en chef,. Le cri de guerre de cette branche est A la rescousse, Montoison !.
| Blason | Blasonnement : De gueules, à deux clés d'argent, posées en sautoir, accompagnées en chef d'un croissant du même.[réf. nécessaire] Commentaires : Branche des Clermont-Chaste Cette branche porte comme brisure, par concession du roi Henri II, un écusson d'azur en chef chargé d'une fleur de lys d'or., |

| Blason | Blasonnement : De gueules, à deux clefs d'argent adossées et passées en sautoir : franc-quartier des barons propriétaires, brochant au neuvième de l'écu ; et pour livrées : rouge et blanc. Commentaires : Alexandre Louis de Clermont-Tonnerre, (19 décembre 1763 - Bertangles ✝ 1847) comte de Thoury |

La branche des Clermont-Mont-Saint-Jean porte les armes des Clermont-Tonnerre, cependant au château de Chilly (Savoie) on peut observer un blason brisé d'une fleur de lys en chef.

## Possessions

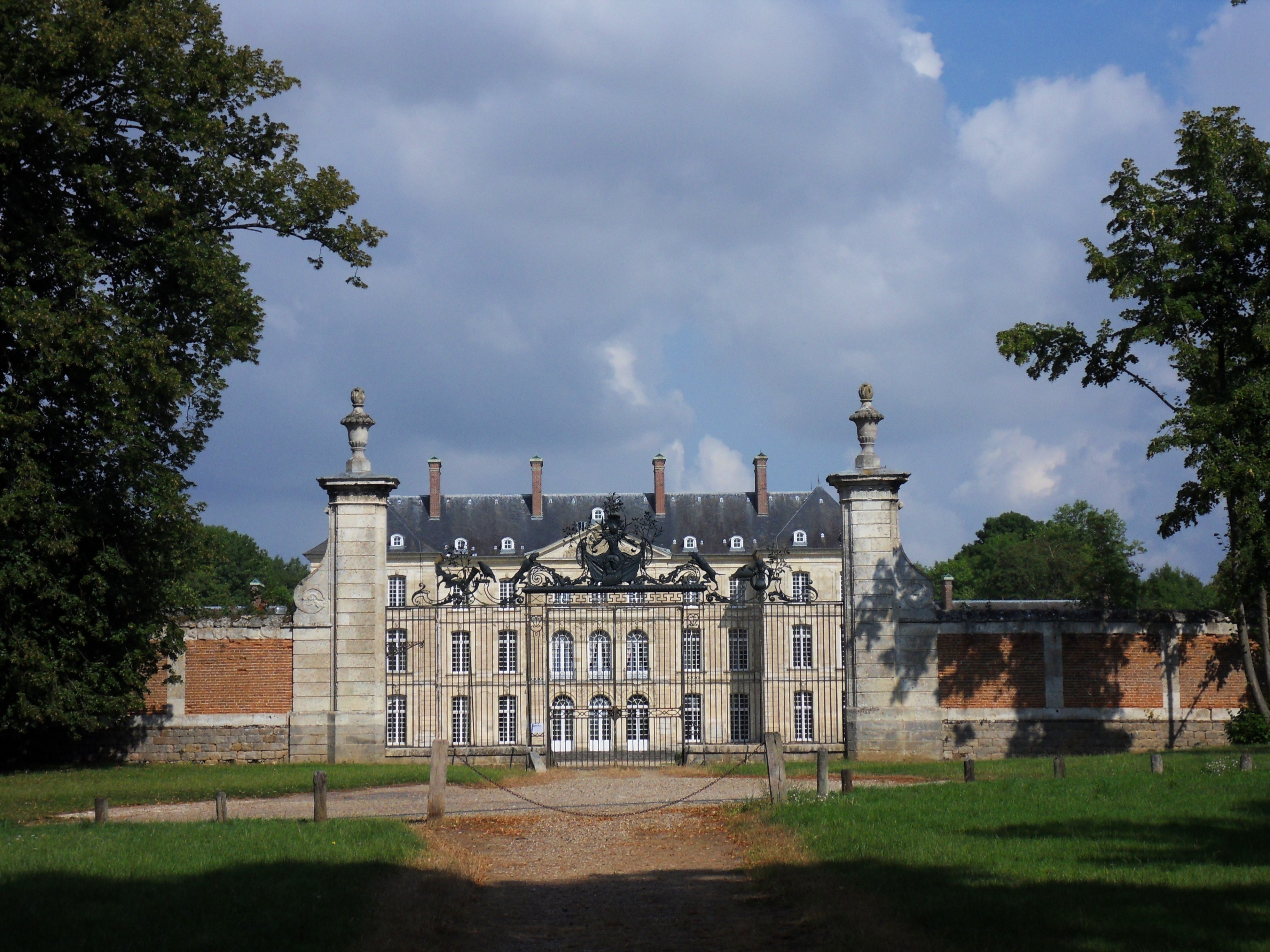
Château de Bertangles derrière sa grille.

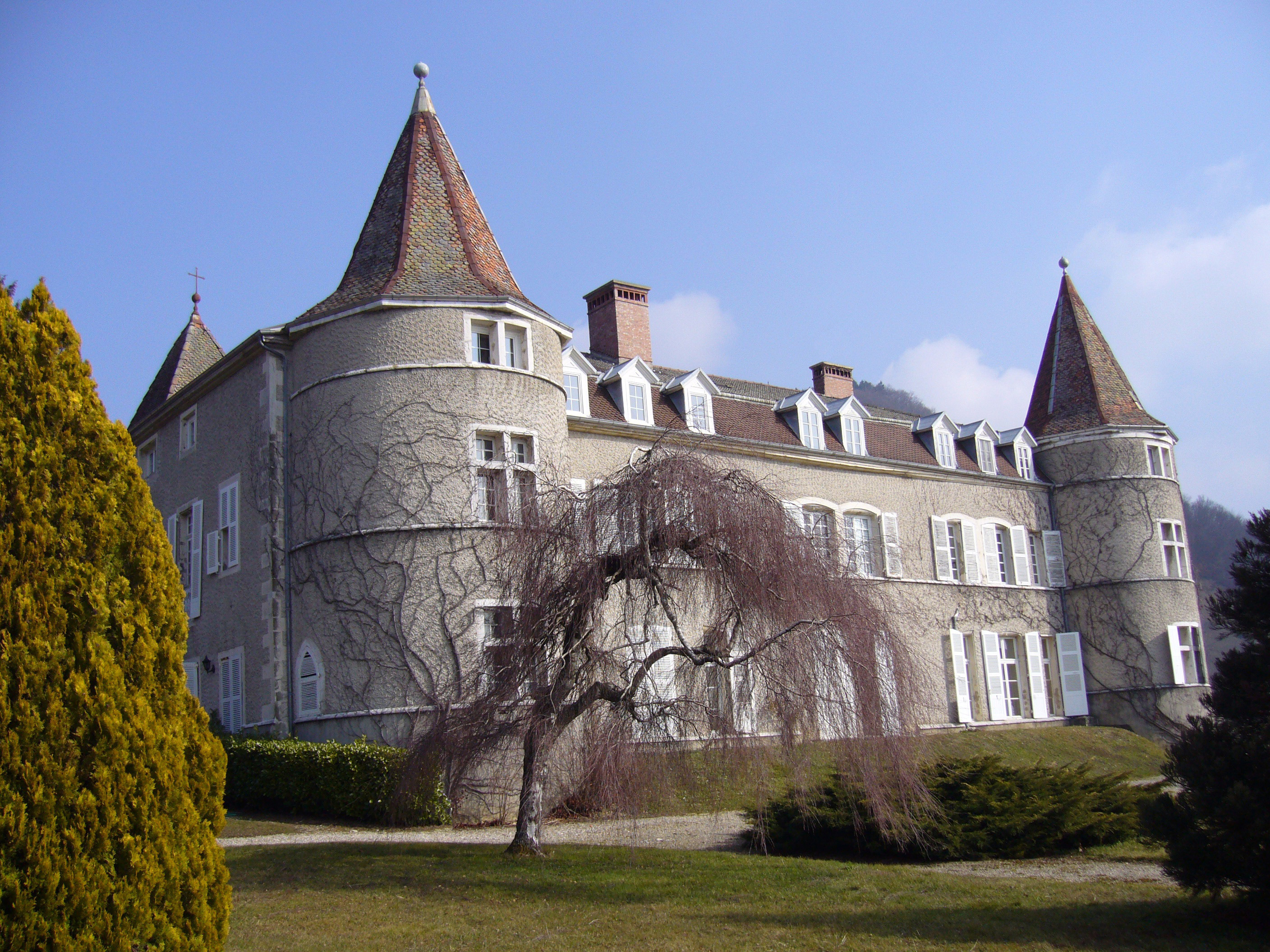
Château de Hautefort (Isère), détenu par la famille de Clermont de 1080 à 1537.

Liste non exhaustive des possessions tenues en nom propre ou en fief de la famille de Clermont :
- château d'Achy (Oise) ;
- château d'Aiguebelette-le-Lac, à Aiguebelette-le-Lac (1305-1454) ;
- château d'Ancy-le-Franc (Yonne) : château Renaissance construit entre 1544 et 1550 par Antoine III de Clermont, comte de Clermont, vicomte de Tallart, seigneur d'Ancy-le-Franc, de Husson, de Laignes, gouverneur du Dauphiné, grand-maître et général réformateur des eaux et forêts de France, beau-frère de Diane de Poitiers. Ce château est un des fleurons de l'architecture renaissance en France. Réalisé sur des plans de Sebastiano Serlio, il fut décoré notamment par le Primatice (Cf. liens externes) ;
- château de Bertangles (Somme) : château qui n'a jamais été vendu. Hérité de la famille de Glisy par les Clermont en 1611. Son aspect actuel est dû à Louis Joseph de Clermont-Tonnerre, comte de Thoury, baron de Pierrepont, seigneur de Bertangles (?-1760) (Cf. liens externes) ;
- château de Bressieux, à Bressieux (1403-1420) ;
- château de Brugny ;
- château de Château-Neuf, à Cessens ;
- château de Château-Vieux, à Cessens ;
- château de Clermont à Chirens (des origines-XIe siècle) ;
- château de Clermont, à Saint-Geoire-en-Valdaine ;
- Hôtel de Clermont-Tonnerre (rue du Bac) ;
- Hôtel de Clermont-Tonnerre (place des Vosges) ;
- Hôtel de Clermont-Tonnerre (27 quai de La Tournelle), inscrit aux monuments historiques depuis un arrêté du 15 avril 1992 ;
- château de Crépol ;
- Château de Dampierre-sur-Boutonne ;
- Château d'Épinac ;
- château de Glisolles (Eure) ;
- Château de Hautefort (Isère) (1080-1537) ;
- Château de La Grange-aux-Ormes ;
- Château de Maupertuis ;
- Château de Maulnes (Yonne) : château Renaissance construit par Louise de Clermont, comtesse de Tonnerre, et Antoine de Crussol, duc d'Uzès, de 1566 à 1573. Le château de Maulnes est unique au monde par la combinaison de cinq éléments architecturaux : son tracé pentagonal, la présence de trois sources à sa base, d'un puits central, d'un bassin pour partie intérieur et pour partie extérieur, et enfin d'un escalier central, à vis, articulé autour du cylindre d'un puits de lumière avec au fond une vasque. Si on a longtemps prêté sa construction à Sebastiano Serlio (architecte du château d'Ancy le Franc), les archéologues et historiens travaillant sur ce site ont abandonné cette hypothèse. L'architecte reste inconnu mais on évoque Philibert Delorme ;
- Château de Messey-sur-Grosne ;
- Château de Muides-sur-Loire ;
- Château du Passage, au Passage (1342-av.1650) ;
- Château de Roussillon ;
- Château de Surgères[39] ;
- château de Tallard ;
- Château de Vaulichères ;
- Château de Vauvillers ;
- Château de Virieu, à Virieu (1220-1573).

## Hommages
- Rue de Clermont-Tonnerre, à Tonnerre
- Rue Clermont-Tonnerre, à Hannonville
- Rue Clermont-Tonnerre, au Pont de Beauvoisin
- Hôpital d'instruction des armées Clermont-Tonnerre, à Brest>

### Fonds d'archives
Les archives de la Maison de Clermont-Tonnerre sont conservées aux Archives Nationales, dans la série 359 AP (lire en ligne).